# David Campbell Mulford
Pour les articles homonymes, voir Campbell et Mulford.
Cet article possède un paronyme, voir David Campbell (homonymie).
David Mulford, né en juin 1937 à Rockford (Illinois), a été ambassadeur des États-Unis en Inde de 2004 à 2009. Il est actuellement vice-secrétaire international du Crédit suisse.
Dirigeant de White Weld International Finance Group à New York de 1970 à 1974, il devint ensuite directeur-manager de White Weld & Co. (1974-84). Il travailla de 1984 à 1992 au département du Trésor, d'abord en tant qu'assistant du sous-secrétaire aux affaires internationales (en) puis en tant que sous-secrétaire lui-même. Il a ensuite été secrétaire international et membre du bureau exécutif de la banque Crédit suisse First Boston à Londres.
Il a été cité à comparaître en septembre 2009 par un tribunal argentin dans le cadre du procès de l'ex-ministre Domingo Cavallo, concernant une opération d'échange de titres publics menée en juin 2001, qui aurait fait perdre près de 40 milliards de dollars à l'État argentin.  
Comme il ne s’est jamais présenté au tribunal le juge argentin Marcelo Martínez de Giorgi a demandé sa capture internationale le 3 septembre 2012.   